# مايكل بيرغ
ميخائيل بيرغ (بالإنجليزية: Michael Berg) هو ناشط سلام وسياسي أمريكي، ولد في 3 مارس 1945.